# Baby Boy (film)
Baby Boy – amerykański dramat obyczajowy z 2001 roku.

## Główne role
- Tyrese Gibson – Joseph Summers
- Taraji P. Henson – Yvette
- Omar Gooding – Sweetpea
- Tamara LaSeon Bass – Peanut
- Candy Ann Brown – Pani Herron
- A.J. Johnson – Juanita
- Ving Rhames – Melvin 'Mel'
- Snoop Dogg – Rodney